# 北嶋博明
北嶋 博明（きたじま ひろあき、1965年3月31日 - ）は脚本家。アニメ作品を手がけている。SF作品やサンライズのロボット作品を多く手がける一方で、漫画原作者としての活動もあった。

## 概要
脚本家になる以前はトミー（現：タカラトミー）の社員であった。トミーで新たなアニメ製作に関わるだろうと見越して入社。そして企画部に入りアニメ会社との接点を持って、上手くアニメ製作の世界へ移行しようと考えていたという。しかじ現実には製作に関わらない営業部となり『絶対無敵ライジンオー』等玩具の販売促進をしていた。3年間勤めていたトミーを退社後、知り合いの紹介で『熱血最強ゴウザウラー』の文芸として作品作りに参加。この作品の総集編で川瀬敏文監督との連名で脚本家デビュー、さらに第46話「拳一はロボット人間!?」で単独デビューとなる。翌年の1994年制作の『機動武闘伝Gガンダム』から本格的に脚本家としての活動を開始する。
勇者シリーズなど様々な作品を経て、2002年『激闘!クラッシュギアTURBO』で五武冬史の降板に基づいて初のシリーズ構成を任されるようになり、さらに同作品で初めて劇場版も担当する。その後も引き続き『ケロロ軍曹』などサンライズ作品を中心に主にサブライターとして活動する。

## エピソード
- 『熱血最強ゴウザウラー』の第46話で単独デビューしたきっかけは先輩筋にあたる荒木憲一の推挙によるものである。元々ローテーションに就いていた荒木が第46話を担当するつもりだったのだが、北嶋と一緒に映画を見に行った時に北嶋がアピールした所、「北嶋君、やりたいの？じゃあ次のぼくのローテーションでやりなよ」と荒木がプロデューサーの高森宏治に進言したのだという[1]。
- 1997年『勇者王ガオガイガー』で平野靖士が序盤部分で降板し、代わりに北嶋がローテーションとして携わることになる。様々な重要エピソードを多数任され、続編の『勇者王ガオガイガーFINAL』でほぼメインライターに近い役割を果たしている。
- 『勇者王ガオガイガー』で脚本を書く時、かなり欲張ってネタを多く詰めながら書くと監督の米たにヨシトモから「詰めすぎ」だと厳しく駄目だしされることがあった。

## 作品

### テレビアニメ
- 熱血最強ゴウザウラー（文芸、脚本・1993年）
- 機動武闘伝Gガンダム（文芸、脚本・1994年）
- 天空のエスカフローネ（脚本・1996年）
- 勇者指令ダグオン（脚本・1996年）
- 超者ライディーン（脚本・1996年）
- HARELUYA II BØY（脚本・1997年）
- 勇者王ガオガイガー（脚本・1997年）
- プリンセスナイン 如月女子高野球部(脚本・1998年）
- ベターマン（脚本・1999年）
- 地球防衛企業ダイ・ガード（脚本・1999年）
- DINOZAURS : THE SERIES（脚本・2000年）
- アルジェントソーマ（脚本・2000年）
- 妖精くん（脚本・2001年）
- 激闘!クラッシュギアTURBO（脚本・シリーズ構成・2001-2003年）（シリーズ構成は第28話から第36話の間のみ。2009年現在、TVシリーズでシリーズ構成を手がけるのはこの作品のみに留まっている。）
- Witch Hunter ROBIN（脚本・2002年）
- ダイバージェンス・イヴ （脚本・2003年）
- 鉄人28号（脚本・2004年）
- ケロロ軍曹（脚本・2004年-）
- 月詠 -MOON PHASE-（脚本・2004年）
- 勇者王ガオガイガーFINAL GRAND GLORIOUS GATHERING（脚本・2005年）
- ノエイン もうひとりの君へ（脚本・2005年）
- キスダム -ENGAGE planet-（脚本・2007年）
- PandoraHearts（脚本・2009年）
- Dororonえん魔くん メ〜ラめら（脚本・2011年）
- デュエル・マスターズ ビクトリーV3（脚本・2013年）
- トミカハイパーレスキュー ドライブヘッド 機動救急警察（脚本・2017年）

### OVA
- 機動戦士ガンダム 第08MS小隊（脚本・1996年）
- 勇者指令ダグオン　水晶の瞳の少年(脚本・1997年)
- ONE PIECE 倒せ!海賊ギャンザック（1998年・脚本）
- 勇者王ガオガイガーFINAL（2000-2003年・脚本）
- マイティレディ　ザ・シリーズ(2012年　脚本監修・制作協力)

### 劇場アニメ
- 機動戦士ガンダム 第08MS小隊 ミラーズ・リポート（脚本・1998年）
- 激闘クラッシュギアTURBO　カイザハーンの逆襲(脚本・2002年)

### その他
- 勇者王ガオガイガー コミックス版 FINAL.00「エヴォリュダーGUY（ガイ）」（1999年、シナリオ）
- アルジェントソーマ　ドラマCD　『ザッツ・フューネラル』　(2001年、第1話脚本)
- 勇者王ガオガイガーFINAL 最強キャラクターセット（脚本・GGG隊員（VOL.6に声優として）2001年）
- 完全勝利ダイテイオー（脚本・シリーズ構成、2001年）（漫画のシナリオも担当）
- A.-D.O.G.S(原作、2004年)
- 北嶋食堂のギャラクティカ定食（フリーペーパー「MANTORA　まんとら」連載）
- ゾイド　コンセプトアート(2010年、テキスト執筆）
- ダイアクロン/グリッドマンユニバース(2021年、脚色・文)